# 太陽の約束
「太陽の約束」（たいようのやくそく）は、山崎まさよし通算28枚目のシングル。2012年5月2日発売。制作はNAYUTAWAVE RECORDS、発売・販売元はユニバーサルミュージック合同会社。

## 解説
CDシングルのパッケージとしては「花火」（2010年9月29日発売、UPCH-80201）より約1年7ヶ月ぶりのシングル盤である。1995年のメジャー・デビュー以降、シングル盤では最長のブランクを経た作品となったが、その間にデジタル・ダウンロード限定で発表された楽曲は存在する。
表題曲「太陽の約束」は、NHK総合テレビジョン『スタジオパークからこんにちは』のテーマ曲として2012年4月から使用された楽曲。公式サイトでは、「“光”“希望”をテーマに、かけがえのない日常に向けたメッセージソング。」と紹介されている。本シングル発売日には、同テレビ番組に生出演をした。
カップリング曲はすべてコマーシャルソングに起用された楽曲。起用先の企業は、2011年11月から音楽配信販売がなされていた「あなたしか知らない朝」がダスキン、坂本九のカバーソング「君が好き」が麒麟麦酒、唱歌「浜辺の歌」はユニクロである。
初回限定盤（規格品番：UPCH-89113）は、2011年11月1日から12月21日にかけて開催されたスタンディング・ライブ『YAMAZAKI MASAYOSHI Standing Tour 2011』のZepp Tokyoにおけるパフォーマンス映像を収めたDVD-Video付き。収録曲については、事前に公式ファンクラブにおいて投票が行われた。ディスクジャケット写真が異なるCDのみの通常盤も発売された（規格品番：UPCH-80267）。初回盤・通常盤ともに横顔の別カットが採用されている。
発売当時のプレス分には、CDパッケージフィルムに前述のタイアップ情報を記載したシールが貼られたほか、2012年8月に開催される「OFFICE AUGUSTA 20TH ANNIVERSARY AUGUSTA CAMP 2012」を告知したフライヤーが封入。また、ファンクラブ経由にてユニバーサルミュージックの販売サイトで購入すると特典が付く、限定企画があった。

## 収録曲

### CD
1. 太陽の約束（4分14秒）
  - 作詞・作曲: 山崎将義
2. あなたしか知らない朝（3分37秒）
  - 作詞・作曲: 山崎将義
3. 君が好き（2分20秒）
  - 作詞: 永六輔、作曲: 中村八大
4. 浜辺の歌（3分34秒）
  - 作詞: 林古渓、作曲: 成田為三

### DVD
- YAMAZAKI MASAYOSHI Standing Tour 2011 2011.12.2 Zepp Tokyo

1. 君とピクニック
2. ガムシャラ バタフライ
3. 関係ない
4. 心拍数
5. ソノラマ
6. Passage
7. あなたしか知らない朝
8. 根無し草ラプソディー